# Sugar Baby Love/Snow flower
「Sugar Baby Love/Snow Flower」（シュガー・ベイビー・ラブ/スノーフラワー）は、2001年10月24日にパイオニアLDCより発売されたシングルである。

## 解説
- 石田燿子による「Sugar Baby Love」は、彼女にとって、6枚目のシングルであり、ルベッツの「シュガー・ベイビー・ラヴ」のカバー。厳密に日本語詞はWinkが日本語詞でカバーした物と同じであり、Winkのカバーバージョンのカバーと言える。TBSのテレビアニメ『ちっちゃな雪使いシュガー』（2001年10月3日 - 2002年3月27日放送）オープニングテーマ。
- 山本麻里安による「Snow flower」は、同アニメのエンディングテーマ。山本麻里安を同アニメのシュガー役に起用することを前提に制作されていたが、諸般の事情で楽曲「Snow flower」のみの参加となった。

## 収録曲
1. Sugar Baby Love
  - 歌：石田燿子
  - 作詞：ウェイン・ビッカートン / 作曲: トニー・ワディングトン / 訳詞：Joe Lemon / 編曲：光宗信吉
2. Sugar Baby Love（exciting“cute”version）
  - 歌：石田燿子
3. Snow flower
  - 歌：山本麻里安
  - 作詞：飯塚麻鈍 / 作曲・編曲：光宗信吉
4. Sugar Baby Love（オリジナル・カラオケ）
5. Snow flower（オリジナル・カラオケ）

## 石田耀子版のカバー
- ジジ・リョン - 広東語。同言語でのタイトルは「愛美麗天使」。香港における広東語アフレコの『ちっちゃな雪使いシュガー』（広東語タイトル『小天使糖糖』、香港・無綫電視、2002年）オープニング主題歌。